# Annelous Lammerts
Annelous Lammerts, née le 1er novembre 1993 à Rockanje situé dans la commune de Westvoorne, est une kitesurfeuse néerlandaise professionnelle.
Elle a remporté l'étape de Coupe du monde Allianz Regatta en 2022 et la médaille d'argent aux Championnats d'Europe de Formula Kite 2023. Lammerts a également remporté une médaille de bronze aux Jeux olympiques de Paris 2024.

## Biographie
Née à 17 km de la plage de Rockanje, elle pratique souvent le kitesurf et travaille même dans un magasin de kitesurf ; en hiver, elle n'hésite pas à partir au Brésil pour s'entraîner davantage. Elle s'engage dans le circuit de la Kite Park League et en 2017, elle remporte le titre féminin.
En 2019, elle bascule dans la pratique du Formula Kite (kitesurf avec foil) qui vient d'être sélectionné comme discipline aux prochains Jeux Olympiques de Paris. En juin 2022, Elle remporte la Hempel World Cup Allianz Regatta à Lelystad
Lammerts remporte la médaille d'argent aux Championnats d'Europe de Formula Kite 2023 à Portsmouth, remportés par l'athlète britannique Ellie Aldridge.
Elle est sélectionnée pour participer aux Jeux olympiques de 2024 grâce à sa cinquième place aux Championnats du monde de voile 2023 qui fait office de tournoi de qualification. Lammerts se classe quatrième de la phase préliminaire après six courses et obtient sa qualification en finale après avoir remporté le demi-finale B. En finale, Lammerts ne parvient pas à s'imposer dans une des deux manches mais remporte la médaille de bronze derrière Aldridge et Lauriane Nolot.